# Salto del Angel
Salto del Angel (pemón: Kerepakupai Vená) er vandfald beliggende i delstaten Bolívar sydøstlige del af Venezuela på bjerget Auyantepui (2.450 moh.). Vandfaldet er verdens højeste med et fald på 979 meter og et frit fald på 807 m.
Vandfaldet ligger i Canaima nationalpark, der kom på UNESCOs Verdensarvsliste i 1994.
Vandfaldet var længe kendt af indianerne i regionen, men dets officielle opdagelse bliver stadig diskuteret. Nogle historikere tilskriver det til den spanske opdagelsesrejsende og guvernør i 15 og 1600-tallet, "Fernando de Berrio".
Andre opfatter at den spanskfødte kaptajn i den venezuelanske flåde, Felix Cardona Puig, i 1927, sammen med den spanske opdagelsesrejsende Juan Maria Mundo Freixas, var de første europæere, der opdagede vandfaldet. Cardonas artikler og kort tiltrak den eventyrlystne amerikanske pilot Jimmie Angels nysgerrighed. Angel kontaktede Cardona og overfløj vandfaldet den 21. maj 1937. I september samme år insisterede Jimmie Angel på at lande på toppen af Auyantepui, under landingen forulykkede flyet, så Cardona måtte redde besætning. Siden har vandfaldet været kendt som engelsk: Angel Falls eller spansk: Salto del Angel.
Den første opdagelsesrejsende der nåede floden, som føder vandfaldet, var den lettiske opdagelsesrejsende Aleksandrs Laime. Han besteg Auyan-Tepui i 1955 og navngav floden efter den lettiske flod Gauja. Det oprindelige navn på pemón er "Kerep" er stadig meget udbredt.

## Navne kontrovers
Venezuelas tidligere præsident Hugo Chávez foreslog at ændre vandfaldets navn til "Kerepakupai-Meru", som det hedder blandt urbefolkningen på pemón.